# Notiopsylla enciari
Notiopsylla enciari är en loppart som beskrevs av Smit 1957. Notiopsylla enciari ingår i släktet Notiopsylla och familjen Pygiopsyllidae.

## Underarter
Arten delas in i följande underarter:
- N. e. enciari
- N. e. regula